# 1984年の鉄道
1984年の鉄道（1984ねんのてつどう）とは、1984年（昭和59年）に起こった鉄道関係の出来事をまとめたページである。
1983年の鉄道 - 1984年の鉄道 - 1985年の鉄道

## 出来事の一覧

### 1月
- 1月1日
  - 日本国有鉄道
    - （貨物営業廃止） 可部線 横川駅 - 可部駅
- 1月10日
  - 日本国有鉄道
    - （貨物営業廃止） 武豊線 東成岩駅 - 武豊駅
- 1月20日
  - 日本国有鉄道
    - （貨物営業廃止） 弥彦線 吉田駅 - 東三条駅

  - 福岡市交通局
    - （ワンマン運転開始） 1号線 姪浜駅 - (仮)博多駅（1000系電車のみ）
    - （ワンマン運転開始） 2号線 中洲川端駅 - 呉服町駅

### 2月
- 2月1日
  - 日本国有鉄道
    - （新駅開業） 北山駅、国見駅（仙山線 北仙台駅 - 陸前落合駅間）
    - （路線休止） 予讃本線（貨物支線） 坂出駅 - 坂出港駅
    - （駅休止） 坂出港駅（予讃本線(貨物支線)）
    - （路線廃止） 根室本線（貨物支線） 東釧路駅 - 天寧駅
    - （路線廃止） 函館本線（貨物支線） 小樽築港駅 - 浜小樽駅
    - （路線廃止） 常磐線（貨物支線） 水戸駅 - 那珂川駅
    - （路線廃止） 東海道本線（東海道貨物線支線） 汐留駅 - 東京市場駅
    - （路線廃止） 大阪環状線（貨物支線） 野田駅 - 大阪市場駅
    - （路線廃止） 大阪環状線（大阪臨港線） 浪速駅 - 大阪港駅・大阪東港駅
    - （路線廃止） 関西本線（貨物支線） 百済駅 - 百済市場駅
    - （路線廃止） 山陽本線（兵庫臨港線） 兵庫駅 - 神戸市場駅
    - （路線廃止） 山陽本線（兵庫臨港線支線） 新川駅 - 神戸港駅
    - （路線廃止） 高砂線 高砂駅 - 高砂港駅
    - （路線廃止） 東海道本線（貨物支線） 梅小路駅 - 京都市場駅
    - （路線廃止） 七尾線（七尾港線） 七尾駅 - 七尾港駅
    - （路線廃止） 福知山線（尼崎港線） 塚口駅 - 尼崎港駅
    - （路線廃止） 鹿児島本線（貨物支線） 鹿児島駅 - 鹿児島港駅
    - （路線廃止） 日豊本線（大分港臨港線） 西大分駅 - 大分港駅
    - （貨物営業廃止） 岩内線 小沢駅 - 岩内駅
    - （貨物営業廃止） 興浜南線 興部駅 - 雄武駅
    - （貨物営業廃止） 興浜北線 浜頓別駅 - 北見枝幸駅
    - （貨物営業廃止） 標津線 標茶駅 - 中標津駅
    - （貨物営業廃止） 標津線（支線） 中標津駅 - 厚床駅
    - （貨物営業廃止） 宗谷本線 名寄駅 - 稚内駅
    - （貨物営業廃止） 天北線 音威子府駅 - 南稚内駅
    - （貨物営業廃止） 根室本線 東釧路駅 - 根室駅
    - （貨物営業廃止） 羽幌線 留萠駅 - 幌延駅
    - （貨物営業廃止） 美幸線 美深駅 - 仁宇布駅
    - （貨物営業廃止） 日高本線 苫小牧駅 - 静内駅
    - （貨物営業廃止） 伊東線 熱海駅 - 伊東駅
    - （貨物営業廃止） 大湊線 野辺地駅 - 下北駅
    - （貨物営業廃止） 黒石線 川部駅 - 黒石駅
    - （貨物営業廃止） 五能線 五所川原駅 - 川部駅
    - （貨物営業廃止） 小海線 小淵沢駅 - 小諸駅
    - （貨物営業廃止） 津軽線 青森駅 - 三厩駅
    - （貨物営業廃止） 根岸線 磯子駅 - 大船駅
    - （貨物営業廃止） 花輪線 好摩駅 - 大館駅
    - （貨物営業廃止） 横須賀線 逗子駅 - 横須賀駅
    - （貨物営業廃止） 七尾線 津幡駅 - 穴水駅
    - （貨物営業廃止） 播但線 飾磨港駅 - 飾磨駅
    - （貨物営業廃止） 美祢線（大嶺支線） 南大嶺駅 - 大嶺駅
    - （貨物営業廃止） 和歌山線 王寺駅 - 和歌山駅
    - （貨物営業廃止） 小松島線 中田駅 - 小松島港仮乗降場
    - （貨物営業廃止） 土讃本線 多ノ郷駅 - 窪川駅
    - （貨物営業廃止） 中村線 窪川駅 - 中村駅
    - （貨物営業廃止） 鳴門線 池谷駅 - 鳴門駅
    - （貨物営業廃止） 牟岐線 徳島駅 - 海部駅
    - （貨物営業廃止） 予讃本線 松山駅 - 宇和島駅
    - （貨物営業廃止） 甘木線 太刀洗駅 - 甘木駅
    - （貨物営業廃止） 篠栗線 桂川駅 - 吉塚駅
    - （貨物営業廃止） 高森線 立野駅 - 高森駅
    - （貨物営業廃止） 筑肥線 浜崎駅 - 唐津駅
    - （貨物営業廃止） 筑豊本線 若松駅 - 折尾駅
    - （貨物営業廃止） 室木線 遠賀川駅 - 古月駅
    - （駅廃止・信号場化） 東折尾信号場←東折尾駅（鹿児島本線）
    - （駅廃止） 天寧駅（根室本線(貨物支線)）
    - （駅廃止） 浜小樽駅（函館本線(貨物支線)）
    - （駅廃止） 那珂川駅（常磐線(貨物支線)）
    - （駅廃止） 東京市場駅（東海道本線(東海道貨物線支線)）
    - （駅廃止） 大阪市場駅（大阪環状線(貨物支線)）
    - （駅廃止） 大阪港駅、大阪東港駅（大阪環状線(大阪臨港線)。浪速駅側線扱いに変更）
    - （駅廃止） 百済市場駅（関西本線(貨物支線)）
    - （駅廃止） 新川駅、神戸市場駅（山陽本線(兵庫臨港線)）
    - （駅廃止） 新川駅、神戸港駅（山陽本線(兵庫臨港線支線)）
    - （駅廃止） 高砂港駅（高砂線）
    - （駅廃止） 京都市場駅（東海道本線(貨物支線)）
    - （駅廃止） 七尾港駅（七尾線(七尾港線)）
    - （駅廃止） 尼崎港駅（福知山線(尼崎港線)）
    - （駅廃止） 鹿児島港駅（鹿児島本線）
    - （駅廃止） 大分港駅（日豊本線(貨物支線)）
    - （操車場廃止・信号場化） 新鶴見信号場←新鶴見操車場（東海道本線(品鶴線)）
    - （操車場廃止・信号場化） 吹田信号場←吹田操車場（東海道本線(本線、大阪ターミナル線)）
    - （無人化） 上郷駅・大歳駅・宮野駅（山口線）

  - 津軽鉄道
    - （貨物営業廃止） 津軽鉄道線 津軽五所川原駅 - 津軽中里駅

  - 南部縦貫鉄道
    - （貨物営業廃止） 南部縦貫鉄道線 野辺地駅 - 七戸駅

  - 秩父鉄道
    - （路線廃止） 武甲線 影森駅 - 武甲駅
    - （駅廃止） 武甲駅（武甲線）

  - 豊橋鉄道
    - （貨物営業廃止） 渥美線 新豊橋駅 - 三河田原駅
    - （操車場廃止・信号所化） 花田信号所←花田操車場（渥美線）

  - 加悦鉄道
    - （貨物営業廃止） 加悦鉄道線 丹後山田駅 - 加悦駅

  - 近畿日本鉄道
    - （貨物営業廃止） 吉野線 橿原神宮前駅 - 吉野駅

  - 南海電気鉄道
    - （貨物営業廃止） 加太支線 紀ノ川駅 - 加太駅

  - 別府鉄道
    - （路線廃止） 土山線 別府港駅 - 土山駅
    - （路線廃止） 野口線 野口駅 - 別府港駅
    - （駅廃止） 別府港駅、中野駅、土山駅（土山線）
    - （駅廃止） 野口駅、藤原製作所前駅、円長寺駅、坂井駅、別府口駅、別府港駅（野口線）
    - （信号所廃止） 川崎車輌工場前信号所（土山線）
- 2月10日
  - 日本国有鉄道
    - （信号場廃止） 上戸畑信号場（鹿児島本線）
- 2月21日
  - 東武鉄道
    - （貨物営業廃止） 越生線 西大家駅 - 越生駅

### 3月
- 3月1日
  - 日本国有鉄道
    - （駅廃止） 三重駅（両毛線）
- 3月6日
  - 南海電気鉄道
    - （複線化） 高野線 三日市町駅 - 千早口駅
    - （信号所廃止） 加賀田信号所（高野線）
- 3月18日
  - 日本国有鉄道
    - （臨時乗降場開業） 運動公園臨時乗降場（日南線 木花駅 - 曽山寺駅間）

  - 鹿児島交通
    - （路線廃止） 枕崎線 伊集院駅 - 枕崎駅（伊集院駅 - 日置駅、加世田駅 - 枕崎駅は前年の豪雨のため休止されていた）
    - （駅廃止） 伊集院駅、上日置駅、日置駅、吉利駅、永吉駅、吹上浜駅、薩摩湖駅、伊作駅、南吹上浜駅、北多夫施駅、南多夫施駅、阿多駅、加世田駅、上加世田駅、内山田駅、上内山田駅、干河駅、津貫駅、上津貫駅、薩摩久木野駅、金山駅、鹿篭駅、枕崎駅（枕崎線）
- 3月19日
  - 住宅・都市整備公団
    - （新線開業） 千葉ニュータウン線 小室駅 - 千葉ニュータウン中央駅 (4.0km)
    - （新駅開業） 小室駅、千葉ニュータウン中央駅（千葉ニュータウン線）
- 3月31日
  - 日本国有鉄道
    - （駅廃止） 上目名駅（函館本線）

### 4月
- 4月1日
  - 日本国有鉄道
    - （新駅開業） 下松駅（阪和線 久米田駅 - 東岸和田駅間）
    - （路線廃止） 赤谷線 新発田駅 - 東赤谷駅
    - （路線廃止） 魚沼線 来迎寺駅 - 西小千谷駅
    - （路線廃止） 久慈線 久慈駅 - 普代駅（三陸鉄道に転換）
    - （路線廃止） 相模線（支線） 寒川駅 - 西寒川駅
    - （路線廃止） 盛線 盛駅 - 吉浜駅（三陸鉄道に転換）
    - （路線廃止） 日中線 喜多方駅 - 熱塩駅
    - （路線廃止） 宮古線 宮古駅 - 田老駅（三陸鉄道に転換）
    - （路線廃止） 清水港線 清水駅 - 三保駅
    - （駅・仮乗降場廃止） 東中学校前仮乗降場、五十公野駅、新江口駅、米倉駅、新山内駅、赤谷駅、東赤谷駅（赤谷線）
    - （駅廃止） 片貝駅、高梨駅、小粟田駅、西小千谷駅（魚沼線）
    - （駅廃止） 陸中宇部駅、陸中野田駅、野田玉川駅、堀内駅、普代駅（久慈線）
    - （駅廃止） 西寒川駅（相模線(支線)）
    - （駅廃止） 陸前赤崎駅、綾里駅、甫嶺駅、三陸駅、吉浜駅（盛線）
    - （駅廃止） 会津村松駅、上三宮駅、会津加納駅、熱塩駅（日中線）
    - （駅廃止） 一の渡駅、佐羽根駅、田老駅（宮古線）
    - （駅廃止） 清水港駅、清水埠頭駅、巴川口駅、折戸駅、三保駅（清水港線）

  - 十和田観光電鉄
    - （新駅開業） 北里大学前駅（電鉄線 高清水駅 - 工業高校前駅間）

  - 三陸鉄道
    - （路線開業） 北リアス線 宮古駅 - 久慈駅 (71.0km)（日本国有鉄道から転換及び新規開業）
    - （路線開業） 南リアス線 盛駅 - 釜石駅 (36.6km)（日本国有鉄道から転換及び新規開業）
    - （駅開業） 宮古駅、一の渡駅、佐羽根駅、田老駅、摂待駅、小本駅（現・岩泉小本駅）、島越駅、田野畑駅、普代駅、堀内駅、野田玉川駅、陸中野田駅、陸中宇部駅、久慈駅（北リアス線）
    - （駅開業） 盛駅、陸前赤崎駅、綾里駅、甫嶺駅、三陸駅、吉浜駅、唐丹駅、平田駅、釜石駅（南リアス線）

  - 福島臨海鉄道
    - （路線廃止） 小名浜埠頭本線 小名浜埠頭駅 - 藤原駅
    - （駅廃止） 藤原駅（小名浜埠頭本線）
- 4月3日
  - 阪神電鉄
    - （延伸開業） 武庫川線 洲先駅 - 武庫川団地前駅 (0.6km)
    - （新駅開業） 武庫川団地前駅（武庫川線）
- 4月8日
  - 日本国有鉄道 
    - （電化） 越後線 柏崎駅 - 新潟駅 (83.8km・直流1500V)
    - （電化） 弥彦線 弥彦駅 - 東三条駅 (17.4km・直流1500V)
    - （新駅開業） 北吉田駅（越後線 吉田駅 - 岩室駅間）
    - （新駅開業） 新潟大学前駅（越後線 内野駅 - 寺尾駅間）
- 4月9日
  - 東京急行電鉄
    - （延伸開業） 田園都市線 つきみ野駅 - 中央林間駅 (1.2km)
    - （新駅開業） 中央林間駅（田園都市線）
- 4月26日
  - 比叡山鉄道
    - （新駅開業） ほうらい丘駅（比叡山鉄道線 ケーブル坂本駅 - もたて山駅間）
- 4月27日
  - 福岡市交通局
    - （延伸開業） 2号線 呉服町駅 - 馬出九大病院前駅 (1.6km)
    - （新駅開業） 千代県庁口駅、馬出九大病院前駅（2号線）

### 5月
- 5月14日
  - 西武鉄道
    - （路線休止） 山口線 遊園地前駅 - ユネスコ村駅
    - （駅休止） 遊園地前駅、ユネスコ村駅（山口線）
    - （信号所休止） 中峯信号所、山口信号所（山口線）

### 6月
- 6月1日
  - 日本国有鉄道
    - （駅移設） 田切駅（飯田線）

  - 阪急電鉄
    - （駅名改称） 王子公園駅←西灘駅（神戸本線）

### 8月
- 8月2日
  - 日本国有鉄道
    - （仮乗降場開業） 船着場仮乗降場（境線 境港駅構内）
- 8月31日
  - 日本国有鉄道
    - （信号場新設） 佐保信号場（関西本線 木津駅 - 奈良駅間）

### 9月
- 9月1日
  - 南海電気鉄道
    - （新駅開業） 美加の台駅（高野線 三日市町駅 - 千早口駅間）

  - 熊本電気鉄道
    - （新駅開業） 新須屋駅（菊池線 堀川駅 - 須屋駅間）
- 9月6日
  - 名古屋市交通局
    - （延伸開業） 鶴舞線 庄内緑地公園駅 - 浄心駅 (2.7km)
    - （新駅開業） 庄内緑地公園駅、庄内通駅（鶴舞線）
- 9月19日
  - 日本国有鉄道
    - （貨物営業廃止） 甘木線 基山駅 - 太刀洗駅
- 9月20日
  - 日本国有鉄道
    - （新駅開業） 森林公園駅（函館本線 厚別駅 - 大麻駅間）

### 10月
- 10月1日
  - 日本国有鉄道
    - （電化） 関西本線 木津駅 - 奈良駅 (7.0km・直流1500V)
    - （電化） 紀勢本線 和歌山駅 - 和歌山市駅 (3.3km・直流1500V)
    - （電化） 奈良線 京都駅 - 木津駅 (34.7km・直流1500V)
    - （電化） 和歌山線 五条駅 - 和歌山駅 (52.1km・直流1500V)
    - （高架化） 播但線 京口駅 - 野里駅
    - （駅移転） 野里駅（播但線）
    - （路線廃止） 神岡線 猪谷駅 - 神岡駅（神岡鉄道に転換）
    - （駅廃止） 飛騨中山駅、茂住駅、西漆山駅、神岡口駅、飛騨船津駅、神岡駅（神岡線）

  - 神岡鉄道
    - （路線開業） 神岡線 猪谷駅 - 奥飛騨温泉口駅 (19.9km)（日本国有鉄道から転換）
    - （駅開業） 猪谷駅、飛騨中山駅、茂住駅、漆山駅（西漆山駅から改称）、神岡鉱山前駅（神岡口駅から改称）、飛騨神岡駅（飛騨船津駅から改称）、神岡大橋駅、奥飛騨温泉口駅（神岡駅から改称）（神岡線）
- 10月6日
  - 日本国有鉄道
    - （路線廃止） 樽見線 大垣駅 - 美濃神海駅（樽見鉄道に転換）
    - （駅廃止） 東大垣駅、横屋駅、十九条駅、美江寺駅、本巣北方駅、糸貫駅、美濃本巣駅、木知原駅、谷汲口駅、美濃神海駅（樽見線）

  - 樽見鉄道
    - （路線開業） 樽見線 大垣駅 - 神海駅 (23.6km)（日本国有鉄道から転換）
    - （駅開業） 大垣駅、東大垣駅、横屋駅、十九条駅、美江寺駅、北方真桑駅（本巣北方駅から改称）、糸貫駅、本巣駅（美濃本巣駅から改称）、木知原駅、谷汲口駅、神海駅（美濃神海駅から改称）（樽見線）

### 11月
- 11月1日
  - 日本国有鉄道
    - （路線廃止） 黒石線 川部駅 - 黒石駅（弘南鉄道に転換）
    - （駅廃止） 前田屋敷駅、黒石駅（黒石線）
    - （信号場廃止） 茂倉信号場（上越線）

  - 弘南鉄道
    - （路線開業） 黒石線 弘南川部駅 - 弘南黒石駅 (6.2km)（日本国有鉄道から転換及び路線移設）
    - （駅開業） 弘南川部駅（川部駅から改称）、前田屋敷駅（黒石線）

  - 広島電鉄
    - （新駅開業） 平良駅（現・廿日市市役所前（平良）駅）（宮島線 広電廿日市駅 - 宮内駅間）
- 11月3日
  - 日本国有鉄道
    - （新駅開業） 北鴻巣駅（高崎線 鴻巣駅 - 吹上駅間）
- 11月8日
  - 日本国有鉄道
    - （複線化） 奥羽本線 神宮寺駅 - 刈和野駅
    - （信号場廃止） 北湯檜曽信号場（上越線）
- 11月10日
  - 日本国有鉄道
    - （無人化） 多度志駅、鷹泊駅、政和駅、北母子里駅（深名線）
- 11月12日
  - 島原鉄道
    - （新駅開業） 諫早東高校前駅（島原鉄道線 釜ノ鼻駅 - 愛野駅間）
    - （新駅開業） 島鉄本社前駅（島原鉄道線 島原駅 - 南島原駅間）
- 11月15日
  - 関東鉄道
    - （複線化） 常総線 取手駅 - 水海道駅
- 11月18日
  - 南海電気鉄道
    - （路線廃止） 天王寺支線 天下茶屋駅 - 今池町駅
    - （駅移転） 天王寺駅（天王寺支線）
- 11月19日
  - 日本国有鉄道
    - （複線化） 函館本線 八雲駅 - 鷲ノ巣駅（現・鷲ノ巣信号場）
- 11月24日
  - 京成電鉄
    - （駅名改称） 谷津駅←谷津遊園駅（本線）

### 12月
- 12月1日
  - 日本国有鉄道
    - （路線廃止） 高砂線 加古川駅 - 高砂駅
    - （路線廃止） 妻線 佐土原駅 - 杉安駅
    - （路線廃止） 宮原線 恵良駅 - 肥後小国駅
    - （駅廃止） 野口駅、鶴林寺駅、尾上駅、高砂北口駅、高砂駅（高砂線）
    - （駅廃止） 西佐土原駅、黒生野駅、妻駅、穂北駅、杉安駅（妻線）
    - （駅廃止） 町田駅、宝泉寺駅、麻生釣駅、北里駅、肥後小国駅（宮原線）
- 12月6日
  - 大井川鐵道
    - 大井川本線の一部列車でワンマン運転開始。
- 12月10日
  - 南海電気鉄道
    - （新駅開業） 飛田本通駅（天王寺支線 今池町駅 - 天王寺駅間）
- 12月22日
  - 三陸鉄道
    - （新駅開業） 白井海岸駅（北リアス線 普代駅 - 堀内駅間）
- 12月30日
  - 日本国有鉄道
    - （連絡線廃止） 山陽本線 岡山操車場 - 宇野線 大元駅

  - 岡山臨港鉄道
    - （路線廃止） 岡山臨港鉄道線 大元駅 - 岡山港駅
    - （駅廃止） 大元駅、岡南新保駅、岡南泉田駅、並木町駅、岡南元町駅、南岡山駅、岡山港駅（岡山臨港鉄道線）

## 主なダイヤ改正
- 2月1日
  - 日本国有鉄道
- 3月20日
  - 名古屋鉄道
- 3月25日
  - 山陽電気鉄道
    - （運転休止） 本線急行
- 4月9日
  - 帝都高速度交通営団・東京急行電鉄
    - （相互直通運転） 田園都市線延伸に伴い、直通区間を中央林間駅まで延伸。
- 9月1日
  - 日本国有鉄道
    - 「ホームライナーいずみ」運転開始。

  - 名古屋鉄道（豊田新線・三河線）
- 10月1日
  - 日本国有鉄道
    - 急行「紀ノ川」廃止。
- 10月16日
  - 名古屋鉄道（揖斐線・谷汲線）

## 災害・不通・事故・事件など

### 5月
- 5月5日
  - 阪急電鉄・山陽電気鉄道
  - 阪急神戸本線六甲駅構内で、山陽電鉄の回送列車と阪急の特急列車による列車衝突事故発生（阪急神戸線六甲駅列車衝突事故）。

### 7月
- 7月21日
  - 日本国有鉄道
    - 山陰本線 東松江駅 - 松江駅間の踏切で、乗用車と押し問答をしていたトラックに特急「やくも1号」が衝突・脱線（特急やくも列車脱線事故）。

### 10月
- 10月19日
  - 日本国有鉄道
    - 山陽本線西明石駅通過中の寝台特急「富士」が速度超過により脱線（西明石駅列車脱線事故）。

### 12月
- 12月21日
  - 上信電鉄
    - 上信線赤津信号所付近で列車衝突事故発生（上信電鉄列車正面衝突事故）。

## 鉄道車両

### 新系列・新形式
- 日本国有鉄道
  - コキ60000形貨車
- 三陸鉄道
  - 36-100・200形気動車
- 関東鉄道
  - キハ0形気動車
- 住宅・都市整備公団
  - 2000形電車
- 京王帝都電鉄
  - 7000系電車
- 横浜市交通局
  - 2000形電車
- 伊豆箱根鉄道
  - 5000系電車
- 名古屋鉄道
  - 6500系電車
  - 8800系電車
  - キハ10形気動車
- 樽見鉄道
  - ハイモ180形気動車
- 神岡鉄道
  - KM-100・150形気動車
- 京福電気鉄道
  - モボ501形電車
- 近畿日本鉄道
  - 1250系電車
- 京阪電気鉄道
  - 600形電車
- 阪神電気鉄道
  - 8000系電車
- 大阪市交通局
  - 20系電車
- 広島電鉄
  - 3700形電車

### 譲渡形式
- 弘南鉄道←日本国有鉄道
  - キハ22形気動車
- 高松琴平電気鉄道←京浜急行電鉄
  - 1070形電車
- 伊予鉄道←京王帝都電鉄
  - 800系電車

### 消滅形式
- 日本国有鉄道
  - タ4000形貨車
  - タム4600形貨車
  - タム7550形貨車
  - タム7800形貨車
  - タム20500形貨車
  - タサ1050形貨車
  - タキ800形貨車
  - タキ1000形貨車
  - タキ2000形貨車
  - タキ6700形貨車
  - タキ7400形貨車
  - タキ8150形貨車
  - タキ8400形貨車
  - タキ8800形貨車
  - タキ11650形貨車
  - タキ12000形貨車
  - タキ23950形貨車
  - ホキ6100形貨車
  - シキ35形貨車
  - シキ140形貨車
  - トキ80000形貨車
- 京王帝都電鉄
  - デハ1900形電車
  - 1000系電車（初代）
  - サハ1300形電車
  - 2010系電車

### 受賞
- 第27回ブルーリボン賞 - 日本国有鉄道 オロ14系700番台客車「サロンエクスプレス東京」
- 第24回ローレル賞 - 京阪電気鉄道 6000系電車